# Аптека

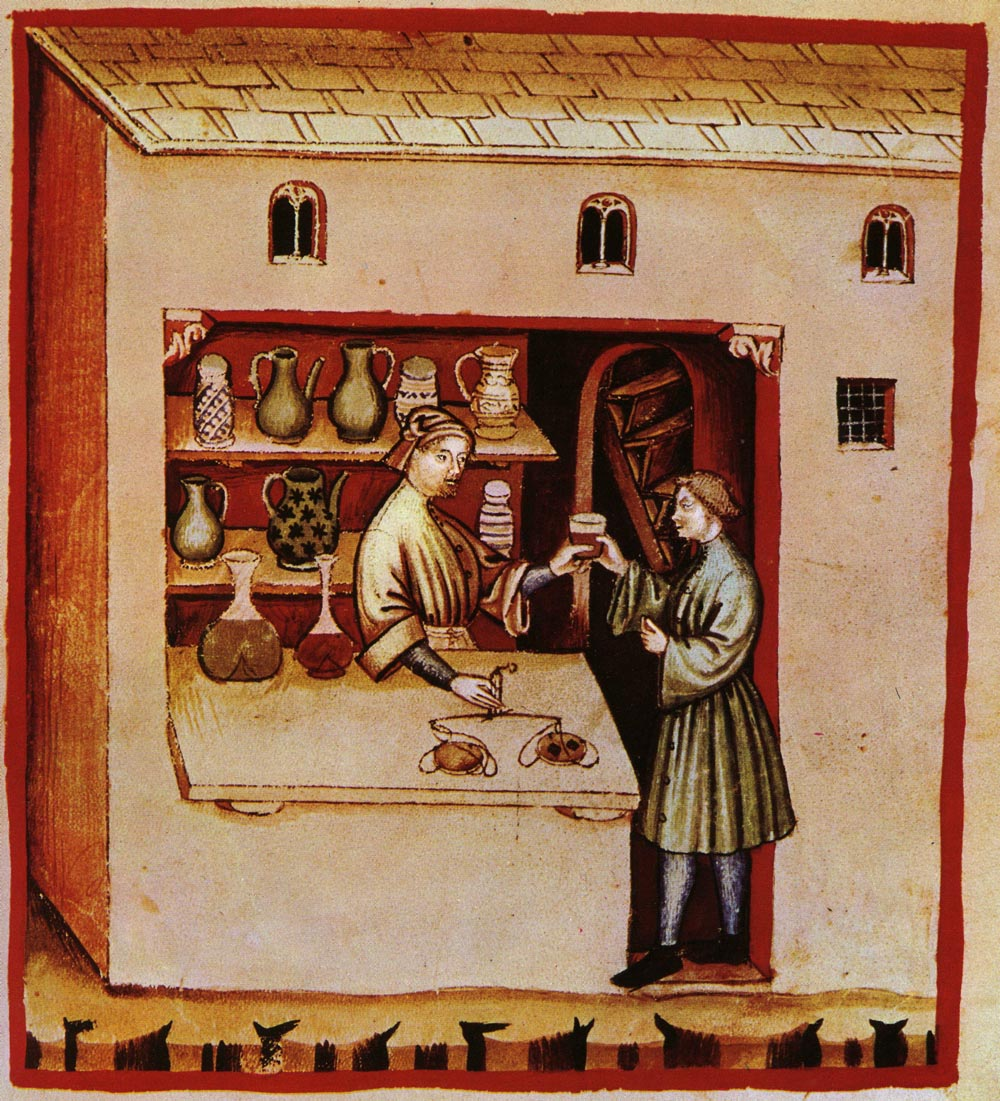
XIV ст.

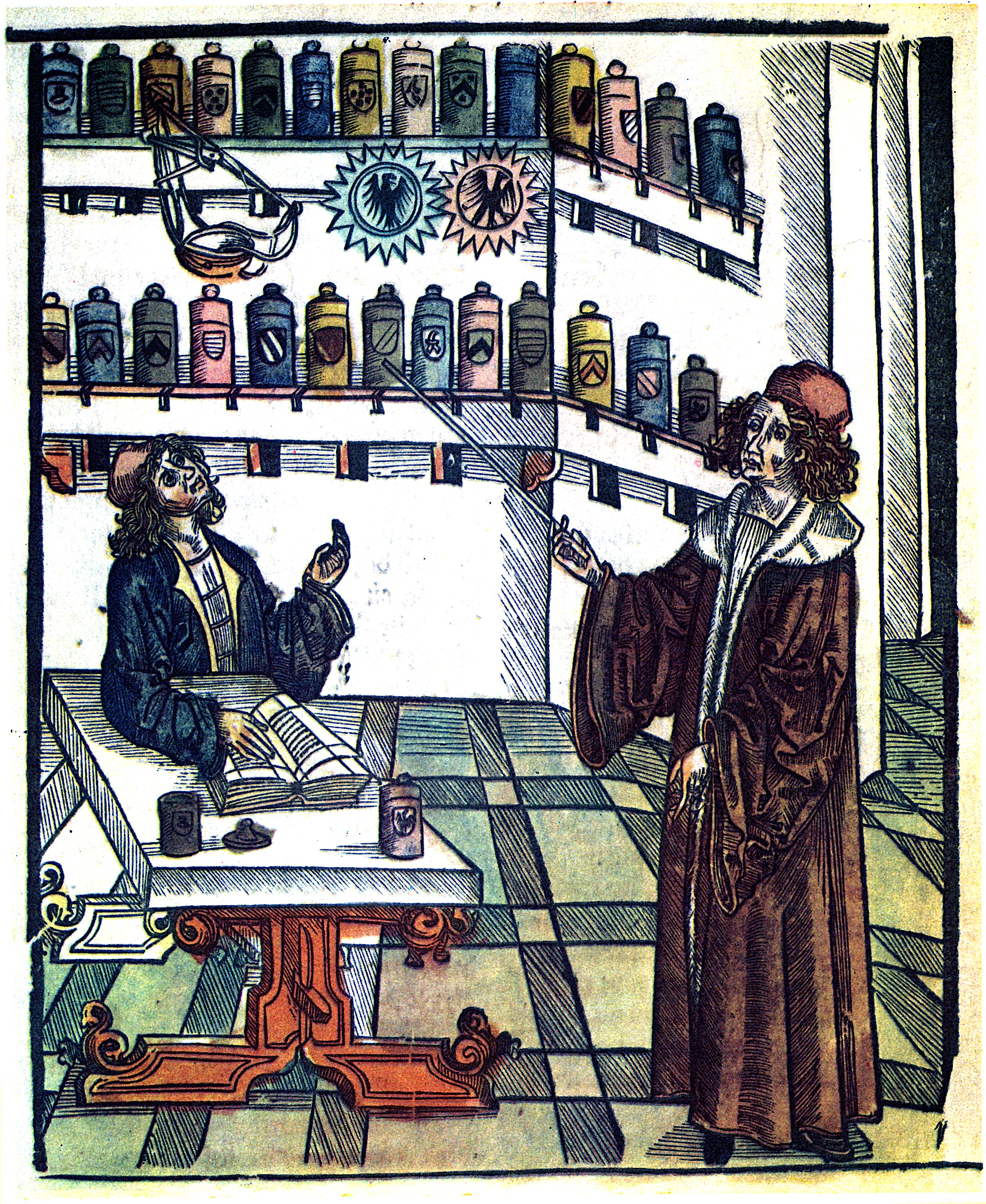
Лікар і аптекар. Книга 1505 року

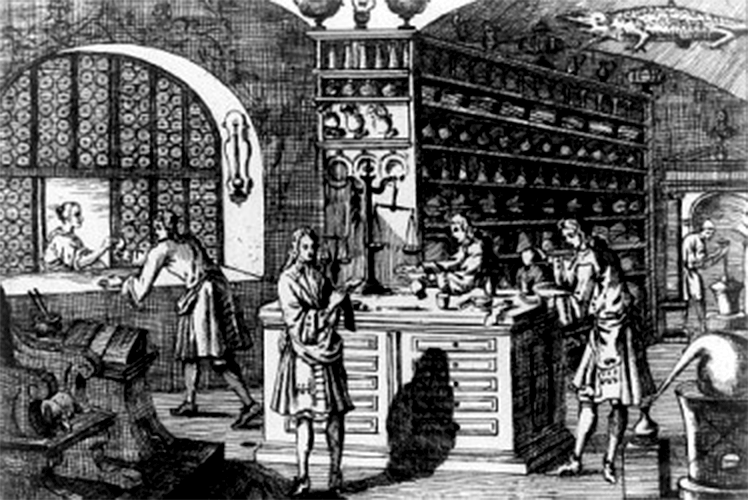
Аптека XVII ст. у Дармштадті

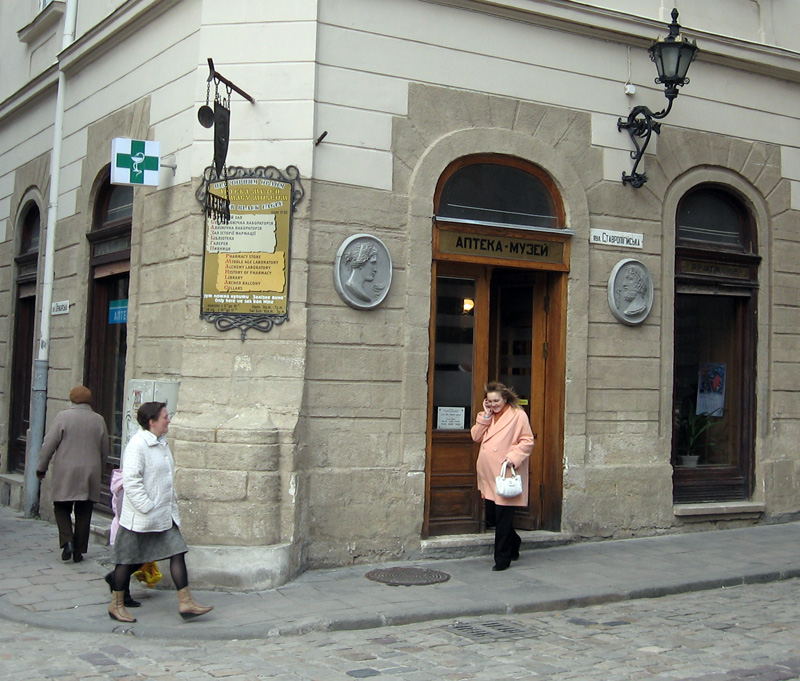
Аптека-музей у Львові

Апте́ка (нім. Apotheke від грец. αποθηκη — «комора», «апофіка») — медично-санітарний заклад, що виготовляє і відпускає ліки за рецептами, продає готові лікарські засоби, які дозволено відпускати без рецепта, лікарські мінеральні води, перев'язувальні матеріали, предмети догляду за хворими та інші медичні вироби.

## Історія

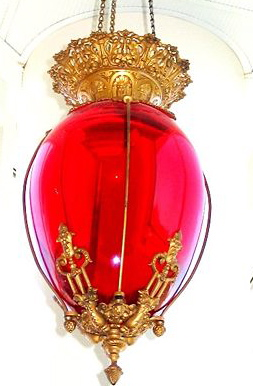
Аптечна куля, яка застосовувалася у США в XVII—XX століттях для безграмотних людей як покажчик аптеки.

Заклади типу аптек виникли в країнах стародавнього світу (Китай, Єгипет, Індія, Греція, Рим).
У країнах Європи історію аптекарства відраховують від «Едикту з Салерно» імператора Фрідріха ІІ (1241), де він визначив умови отримання звання аптекар і лікар, причому останнім заборонялось бути власником аптеки чи працювати у ній. У едикті була зафіксована плата лікарям. У XIV ст. по містах появились цехи аптекарів, які мали право для виготовлення з лікарських рослин ліків у своїх виробничих приміщеннях (лат. offizin) і продажу їх. Найдавніша діюча аптека Європи відома з документу 1241 року. У місті Трір її заклали на ринковій площі. У монастирі францисканців Дубровника працює аптека з 1317 року. Також Ратушну аптеку Таллінна відносять до найстаріших у Європі (до 1422).

## Аптеки в Україні
Першим аптекарем Львова був німець Клеменс (1392—1400); Василь Русин 1445 заклав одну з перших аптек міста, а наприкінці XVI ст. існував цех аптекарів з 15 осіб. У Речі Посполитій на другу половину XVII ст. існували аптеки у Кам'янці-Подільському, Луцьку, Кременці, Вінниці, Корсуні, Богуславі, Умані, Житомирі та 8 у Львові. Найдавніша аптека України «Під чорним орлом» безперервно працює у Львові з 1775 року. З 1960-х років вона має статус аптеки-музею.
У Московському царстві перша аптека при царському дворі виникла 1581 року (була єдиною у царстві до XVIII ст.), першу «Школу лѣкарей» відкрили 1654 року. Сам Аптекарський приказ був закладений близько 1581 року.
В Києві перша аптека була відкрита 1715.
До Жовтневого перевороту в Україні були переважно приватні аптеки, які постачалися головним чином з-за кордону.
1919—20 в УРСР аптеки було націоналізовано.
Основні функції аптеки:
1. Надання невідкладної медичної допомоги населенню;
2. Розповсюдження серед населення санітарно-гігієнічні знання;
3. Проведення інформаційної роботи серед медичних і фармацевтичних фахівців
| К-сть аптек за роками | К-сть аптек за роками |
| Рік                   | к-сть аптек           |
| --------------------- | --------------------- |
| 1913                  | 1 067                 |
| 1941                  | 2 419                 |
| 1945                  | 1 843                 |
| 1955                  | 2 849                 |
| 1958                  | 3 007                 |

За роки радянської влади мережа аптек в Україні збільшувалась (з 1 067 аптек в 1913 до 2 419 в 1941) Одночасно створювалась потужна медична промисловість. Під час тимчасової окупації України в період німецько-радянської війни нацистами було знищено 1 807 аптек, причому завдано збитків на 290 млн карбованців. В післявоєнні роки кількість аптек в УРСР щороку зростала: 1945 працювало 1 843 А., 1955 — 2 849, 1958 — 3 007. Крім госпрозрахункових аптек, які відпускають медикаменти за плату, при лікарнях працювали аптеки закритого типу (1958 таких аптек в УРСР було 562). В УРСР аптеки були підпорядковані Головному аптечному управлінню Міністерства охорони здоров'я.
З 2015 року інтереси аптек і аптечних мереж України у стосунках з державою захищає Аптечна професійна асоціація України.
Станом на лютий 2019 в Україні загалом 22 642 аптек та аптечних пунктів. У них торгують вроздріб:
- 2097 юридичних осіб, 59 % від загального числа аптек та аптечних пунктів,
- 4495 фізичних осіб-підприємців, 29 %,
- 363 юридичні особи державної та комунальної власності, 11 %.